# شرگیش
شِرگِیِش (به مجاری:  Seregélyes) یک منطقهٔ مسکونی در مجارستان است که در ناحیه سکش‌فهروار واقع شده‌است. شرگیش ۷۸٫۱۹ کیلومتر مربع مساحت و ۴٬۷۱۶ نفر جمعیت دارد.